# Basler Rheinsporttage
Die Basler Rheinsporttage waren eine Freiluftveranstaltung, die zwischen 1945 und 1970 auf dem Rhein in der Stadt Basel zwischen Mittlerer Brücke und Johanniterbrücke ausgetragen wurde. 

## Geschichte
Die ersten Rheinsporttage wurden 1945 vom WFV Rhenania St. Johann zu dessen 50-Jahr-Jubiläum durchgeführt. In deren Rahmen fanden u. a. die Schweizerischen Kanumeisterschaften sowie die kantonalen Rudermeisterschaften statt, daneben wurde ein "Stromschwimmen" (vergleichbar mit dem heutigen Basler Rheinschwimmen) und das 5. Eidgenössische Weidlingswettfahren veranstaltet. Unter den Ehrengästen befand sich General Henri Guisan.
Eine zweite Ausgabe fand im August 1946 statt, hier erhielten die Rheinsporttage ihre endgültige Form. Am Vorabend wurde erstmals mit dem Rheinnachtfest ein Volksfest mit Feuerwerk veranstaltet und es wurden erstmals Schwimmwettbewerbe ausgetragen. Ab 1947 einigte man sich auf einen zweijährlichen Rhythmus, es kamen in den folgenden Ausgaben Motorbootrennen, Turmspringen und Wasserski-Akrobatik hinzu. 1953 wurden die Rheinsporttage um ein Jahr verschoben, um sie 1954 im Rahmen der Internationalen Rheinschifffahrtstage sowie zum 600-Jahr-Jubiläum der Zunft zu Schiffleuten durchzuführen.
1958 und 1962 wurde die Veranstaltung auf einen Tag gekürzt, 1960 wurde sie abgesagt. 1964 fand sie als zehnte Ausgabe wieder zwei Tage statt. Die letzte Ausgabe 1970 war wegen zwei Regentagen ein Flop, worauf man beschloss, die Veranstaltung einzustellen. Nach der Einstellung wurde jeweils am 1. August die Tradition des Rheinnachtfests als inoffizielle Bundesfeier am Rhein weitergeführt. Seit 1993 findet diese am Vorabend des Bundesfeiertags statt und ist heute mit rund 100'000 Besuchern jährlich das grösste eintägige Stadtfest in Basel.

## Austragungen
- 28./29. Juli 1945
- 17./18. August 1946
- 23./24. August 1947
- 13./14. August 1949
- 11./12. August 1951
- 11./12. September 1954
- 30. Juni/1. Juli 1956
- 28. Juni 1958
- 25. August 1962
- 29./30. August 1964
- 27./28. Juni 1970